# Fralau
Fralau, eigentlich Franz Paulus (* 1963 in Mering bei Augsburg), ist ein gehörloser deutscher Zauberkünstler, der in dieser Sparte im Jahre 2004 auch Weltmeister wurde.

## Leben
Der Weg in die Zauberwelt begann Weihnachten 1979. Kurz vor dem Tod seiner Mutter bekam Franz Paulus im Alter von elf Jahren einen Zauberkasten geschenkt. Auch wenn hierdurch bereits der Wunsch, einmal die Zauberei zum Beruf zu machen, geweckt wurde, absolvierte Franz Paulus zunächst eine Lehre als Industriemechaniker. Als Gehörloser war der Eintritt ins Berufsleben nicht einfach.
Zunächst nur als Hobby spielte Franz Paulus bei Veranstaltungen für Gehörlose Pantomime und erstellte Dekore für Theater und Bühnenhintergrunde.
Seine Ausbildung absolvierte Fralau an der Zauberakademie München, wo man ihn zunächst wegen des fehlenden Gehörs nicht aufnehmen wollte, da Bedenken bestanden, ob ein nicht Hörender aufgrund seiner Behinderung dem Unterricht ausreichend folgen kann, um einen Abschluss zu erlangen.
Fralau ist nicht auf bestimmte Kategorien spezialisiert, sondern praktiziert Illusion, Levitation, Mikromagie, allgemein Magie und Komik-Magie.
Er ist verheiratet und hat eine Tochter.

## Auszeichnungen
- Beim 7. Deutschen Magie-Festival 2003 für Gehörlose in Berlin: Platz 1 im Bereich der Mikro-Magie, 2. Platz im Bereich Illusion und ein 3. Platz in der Kategorie Komik-Magie
- Beim 10th World Deaf Magicians Festival 2004 (Weltmeisterschaft) in Leipzig: 1. Platz in der Kategorie Illusion
- Beim 8. Deutschen Magie-Festival Dezember 2005 in München: 1. Plätze in allen Kategorien: Illusion, Mikro-Magie, allgemein Magie, Komik-Magie, Grand Prix
- Beim 11th World Deaf Magicians Festival 2006 in St. Petersburg: 2. Platz Illusion und 3. Platz Mikro-Magie
- Beim 12th World Deaf Magicians Festival 2008 in Los Angeles/Riverside 2. Platz Illusion
- Beim 9. Deutschen Magie-Festival November 2009 in Dresden: 1. Platz Stage-Magie, 2. Platz Illusion, 2. Platz Mikro-Magie, Grand Prix